# Zborowo
Zborowo (prononciation : [zbɔˈrɔvɔ], en allemand : Weidengrund) est un village polonais de la gmina de Dopiewo dans le powiat de Poznań de la voïvodie de Grande-Pologne dans le centre-ouest de la Pologne.
Il se situe à environ 5 kilomètres à l'ouest de Dopiewo (siège de la gmina) et à 21 kilomètres à l'ouest de Poznań (siège du powiat et capitale régionale).

## Histoire
De 1975 à 1998, le village faisait partie du territoire de la voïvodie de Poznań.

Depuis 1999, Zborowo est situé dans la voïvodie de Grande-Pologne.
Le village possède une population de 78 habitants en 2015.